# Careospina
Careospina is een geslacht van haften (Ephemeroptera) uit de familie Leptophlebiidae.

## Soorten
Het geslacht Careospina omvat de volgende soorten:
- Careospina annulata
- Careospina baconaoi
- Careospina evanescens
- Careospina hespera
- Careospina minuta